# ГЕС Huāyuán
ГЕС Huāyuán (花园水电站) — гідроелектростанція на півночі Китаю у провінції Ганьсу. Знаходячись між ГЕС Jiǔlóngxiá (вище по течії) та ГЕС Шуйбося, входить до складу каскаду на річці Байлун, правій притоці Цзялінцзян, яка, своєю чергою, є лівою притокою Цзіньші (верхня течія Янцзи).
У межах проекту річку перекрили бетонною гравітаційною греблею висотою 57 метрів, довжиною 108 метрів та шириною по гребеню 9 метрів. Вона утримує водосховище з об'ємом 7 млн м3 та рівнем поверхні на позначці 1835 метрів НРМ.
Зі сховища через правобережний гірський масив прокладено дериваційний тунель завдовжки 2,9 км з діаметром 7 метрів, який переходить у напірний водовід діаметром 6 метрів, котрий в свою чергу розгалужується на три діаметром по 3 метра. В системі також працює вирівнювальний резервуар із камерою висотою 47 метрів та діаметром 17 метрів і з’єднувальної шахти висотою 14 метрів з діаметром 3,6 метра.
Основне обладнання станції становлять три турбіни типу Френсіс потужністю по 20 МВт, які використовують напір у 59 метрів та забезпечують виробництво 247 млн кВт-год електроенергії на рік.
Видача продукції відбувається по ЛЕП, розрахованій на роботу під напругою 110 кВ.